# Enrique Granados
Pantaleón Enrique Joaquín Granados y Campiña (Lleida, 27 juli 1867 – op zee (tussen Folkestone en Dieppe), 24 maart 1916) was een Spaans componist, muziekpedagoog en pianist.

## Levensloop
Zijn vader Calixto Granados was van Cubaanse afkomst en diende als officier in het Spaanse leger, zijn moeder Enriqueta Campiña kwam uit Noord-Spanje. Zijn eerste pianolessen kreeg hij van de dirigent van de militaire banda. Nadat zijn ouders zich in Barcelona gevestigd hadden, studeerde hij piano bij Francisco X. Jurnet en Joan Baptista Pujol en compositie bij Felipe Pedrell. Van 1887-1889 studeerde hij in Parijs bij Charles-Wilfrid de Bériot en woonde in bij een landgenoot, de pianist Ricardo Viñes.
Als allround pianist en componist keerde hij in 1890 terug naar Barcelona, waar hij zijn eerste recitals gaf en zijn composities ten gehore bracht. Hij gaf vele concerten, waarvan sommige, met goede vrienden zoals Vincent d'Indy en Camille Saint-Saëns. Tussen 1895 en 1898 werden verschillende van zijn werken voor het eerst uitgevoerd, waaronder zijn eerste opera María del Carmen (Madrid, Teatro de Parish, 11 november 1898).

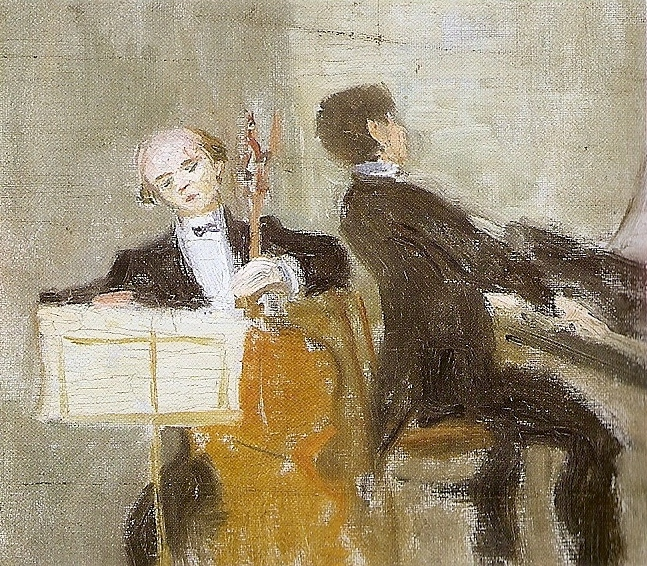
Cellist Pablo Casals en Enrique Granados, geschilderd door de Catalaanse kunstschilder Lluïsa Vidal

In 1900 stichtte hij de Sociedad de Conciertos Clásicos en gaf hij leiding aan een concertsociëteit in Barcelona, die echter een kort leven beschoren was. In 1901 richtte hij de Associacio Musical Granados Marshall - Academia Marshall op, een pianoschool, waar hij tot aan zijn dood de regie voerde.
In 1912 ontmoette hij de Amerikaanse pianist Ernest Schelling, die ervoor zorgde dat zijn werk in Amerika uitgegeven werd en hem wist over te halen, zijn pianosuite Goyescas (1911), (waar hij 7 jaar aan gewerkt had, en geïnspireerd was op schilderijen van Goya), tot een opera te bewerken.
Oorspronkelijk lag het in de bedoeling deze opera in 1914 in Parijs op te voeren, maar door de Eerste Wereldoorlog kon dat geen doorgang vinden. In 1915 ging hij daarvoor naar de Verenigde Staten, waar zijn opera Goyescas op 26 januari 1916 zijn première beleefde in de Metropolitan Opera in New York. Op de terugweg in 1916 werd het schip Sussex waarop Granados reisde, door een Duitse onderzeeër tot zinken gebracht, ergens tussen Folkestone en Dieppe. Granados en zijn vrouw overleefden de ramp niet.
Granados wordt beschouwd als een van de belangrijkste componisten van Spanje. Hoewel zijn werk beïnvloed werd door Robert Schumann, Edvard Grieg en Franz Liszt, ontwikkelde hij een eigen stijl met individuele harmonische wendingen en ritmiek, en met karakteristieke melodieën. Hij wordt door zijn landgenoten liefdevol ‘onze Schubert’ (Franz Schubert) genoemd en heeft verder koosnamen als de ‘Spaanse Chopin’ en de ‘laatste Romanticus’.
Hij schreef voorts een studie over het gebruik van het pianopedaal, verzorgde de uitgave van tot dan toe onuitgegeven sonates van Alessandro Scarlatti, en herinstrumenteerde het pianoconcert in f van Frédéric Chopin.
De Spaanse regentes Maria Christina van Oostenrijk eerde Granados op 9 januari 1899 met het kruis in de Orde van Karel III.
Op 7 december 1892 huwde hij met María de los Desamparados (Amparo) Gal y Lloveras in de kerk van San Pedro de las Puellas te Barcelona.

## Composities

### Werken voor orkest
- 1905 Miel de la Alcarria: Jota
- 1907-1908 Dante, symfonisch gedicht voor mezzosopraan en orkest
- 1910 Elisenda, suite v. piano en kamerorkest
- Navidad, symf. gedicht La nit del mort

### Werken voor banda (harmonieorkest)
- 1910 Marcha Militaire No. 1
- 1910 Marcha Militaire No. 2
- Goyescas, Suite uit de opera
- Goyescas, Intermedio uit de opera
- Tres Danzas Españolas
  1. Oriental
  2. Andaluza
  3. Rondalla Aragonesa[1]

### Muziektheater

#### Opera's
| Voltooid in | titel                           | aktes    | première                                          | libretto                      |
| ----------- | ------------------------------- | -------- | ------------------------------------------------- | ----------------------------- |
| 1893        | Miel de la Alcarria, op. 54     |          |                                                   | José Feliú y Codina           |
| 1899        | Petrarca                        | 1 akte   |                                                   |                               |
| 1900        | La leyenda de la fada           |          |                                                   |                               |
| 1900        | Blancaflor                      | 1 akte   | 30 januari 1899, Barcelona, Teatro Lírico Català  | Adrià Gual                    |
| 1901        | Picarol                         | 1 akte   | 23 februari 1901, Barcelona, Teatro Lírico Català | Apeles Mestres                |
| 1903        | El Duende                       |          |                                                   |                               |
| 1906        | Gaçiel                          | 3 aktes  | 27 oktober 1906, Barcelona, Teatro Principal      | Apeles Mestres                |
| 1911        | Liliana                         | 1 akte   | 9 juli 1911, Barcelona,                           | Apeles Mestres                |
| 1913        | Goyescas o Los majos enamorados | 3 scènes | 28 januari 1916, New York, Metropolitan Opera     | Fernando Periquet y Zuaznabar |

#### Zarzuelas
| Voltooid in | titel                             | aktes   | première                                                     | libretto            |
| ----------- | --------------------------------- | ------- | ------------------------------------------------------------ | ------------------- |
| 1897        | Los Ovillejos of La Gallina ciega | 2 aktes |                                                              |                     |
| 1898        | María del Carmen                  | 3 aktes | 12 november 1898, Madrid, Circo (Teatro) de Parish de Madrid | José Feliú y Codina |
| 1903        | Follet                            | 3 aktes | 4 april 1903, Barcelona                                      | Apeles Mestres      |
| 1914        | La cieguecita de Betania          | 1 akte  |                                                              |                     |
| 1921        | La Ciudad Eterna                  | 2 aktes | 18 oktober 1921, Madrid, Teatro Cervantes                    | Ramón Peña Ruiz     |

#### Balletten
| Voltooid in | titel    | aktes    | première                                         | libretto                   | choreografie |
| ----------- | -------- | -------- | ------------------------------------------------ | -------------------------- | ------------ |
|             | Remansos | 4 scènes | november 1997, New York, American Ballet Theater | naar Federico García Lorca | Nacho Duato  |

### Werken voor koren
- 1896 Salve Regina, voor gemengd koor
- 1911 Canto de las estrellas, poema voor piano, orgel en twee gemengde koren - tekst: Heinrich Heine

### Vocale muziek
- 1910 Colección de Tonadillas, voor zang en piano - tekst: Fernando Periquet
  1. Amor y odio
  2. Callejeo
  3. El Majo discreto
  4. El tra-la-la y el punteado
  5. El Majo timido
  6. El Mirar de la Maja
  7. La maja de Goya
  8. La Maja Dolorosa I, II y III
  9. ¡Ay majo de mi vida!
  10. Odio Callefeo Las currutacas modestas
  11. ¡Oh muerte cruel!
  12. De aquel majo amante
  13. La currutacas modestas
  14. Sí al retiro me llevas
  15. El majo olvidado
- 1915 Colección de canciones amatorias, voor zang en piano
  1. Descúbrase el secreto
  2. Mañanica era
  3. Mira que soy niña
  4. Gracia mía
  5. Iban al Pinar
  6. No lloráis ojuelos

### Kamermuziek
- 1894 Quinteto en sol menor (c klein), voor piano en strijkkwartet, op. 49
- Pequeña romanza, voor strijkkwartet
- Romanza, voor viool en piano
- Sonata, voor viool en piano
- Trio, voor viool, cello en piano, op. 50

### Werken voor piano
- 1892-1900 12 Danzas españolas, op. 37
  1. Galante
  2. Orientale
  3. Fandango
  4. Villanesca
  5. Andaluza
  6. Rondalla aragonesa
  7. Valenciana
  8. Sardana
  9. Romántica
  10. Melancólica
  11. Arabesca
  12. Bolero
- 1904 Allegro de concierto
- 1910 Cuentos de la juventud, op. 1
  1. Dedicatoria
  2. La Mendiga
  3. Canción de mayo
  4. Cuento viejo
  5. Viniendo
  6. Recuerdos de la infancia
  7. El Fantasma
  8. La huérfana
  9. Marcha
- 1911 Goyescas, suite voor piano
  1. Los requiebros
  2. Coloquio en la reja, dúo de amor
  3. El fandango de Cadil
  4. Quejas, o La maja y el ruiseñor
  5. El amor y la muerte, balada
  6. Epílogo, serenata del espectro
- El pelele, Escena Goyesca
- 1912 Fantasia-Cheherezada
- 7 Valses poéticos

- A la Cubana, op. 36
- Escenas infantiles "Miniaturas"
- Seis piezas sobre cantos populares españolas
  1. Añoranza
  2. Ecos de la parranda
  3. Vascongada
  4. Marcha oriental
  5. Zambra
  6. Zapateado
- 6 Escenas románticas
  1. Mazurca
  2. Berceuse
  3. Allegretto
  4. Mazurka
  5. Allegro appassionato
  6. Epílogo.
- 3 Escenas poéticas, (Libro de horas)
  1. Berceuse
  2. Eva y Walter
  3. Danza de la Rosa
- Dos marchas militares, voor piano vierhandig
- Escenas poéticas
  1. Recuerdo de países lejaos
  2. Al ángel de los claustros
  3. Canción de Margarita
  4. En el jardín
  5. El invierno (La muerte del ruiseñor)
  6. Al suplicio
  7. Sueños del poeta
- Mazurka (mazurka alla polacca), op. 2
- Oriental, Canción Variada, Intermedio y Final
- Prelude in D-groot
- Rapsodia aragonesa
- Seis estudios expresivos
- Tres Impromtus, op. 39